# مروچکوویتسه (استان سلیزیا سفلی)
مروچکوویتسه (به لاتین: Mroczkowice) یک روستا در لهستان است که در گمینا میرسک واقع شده‌است. مروچکوویتسه ۲۸۴ نفر جمعیت دارد.